# Arnaud Le Lan
Arnaud Le Lan, né le 22 mars 1978 à Pontivy (Morbihan), est un footballeur français jouant au poste de défenseur latéral gauche. Il est entraîneur principal de l'équipe réserve du FC Lorient depuis 2022 et directeur du centre de formation depuis juillet 2024.

## Biographie
Il dispute son premier match en Ligue 1 le 25 septembre 1998 lors d'une rencontre face à Metz.
Au début de sa carrière, il poursuit en semaine une licence de STAPS sur le campus Mazier de l'université Rennes 2 à Saint-Brieuc tout en devant jouer le week-end.
Il remporte la Coupe de France le 12 mai 2002 avec le FC Lorient face au SC Bastia sur le score de 1 à 0. Arnaud Le Lan est l'auteur de la passe décisive pour Jean-Claude Darcheville sur l'unique but de la finale.
Il met un terme à sa carrière le 26 mai 2013 lors de la dernière journée du championnat de Ligue 1 contre le Paris Saint-Germain, lors de ce match il marque l'unique but lorientais sur penalty, le deuxième de sa carrière.
Au total, Le Lan a participé à 391 matchs dans sa carrière et marqué 2 buts.

## Palmarès
- Vainqueur de la Coupe de France en 2002 avec le FC Lorient
- Vainqueur du Ballon d'eau fraîche en 2012 [3]